# 天才を殺す凡人
天才を殺す凡人（てんさいをころすぼんじん）は、北野唯我によって著された書籍。

## 概要
2019年1月に日本経済新聞出版から出版。
新卒採用のサービスを行う企業の役員でもある人物による著書。世の中を変えるほどの天才的な才能を発揮する人物が、あっさりと凡人たちに潰されてしまうという悲劇を述べる。このようなことは、歴史上でも現代の職場や人間関係でもしばしば起きているとの事。
日本は天才が生まれにくい国であり、なぜ人は天才を潰してしまうのかについても述べられている。凡人は理解できないという理由で天才を潰し、秀才は妬みと憧れの相反する感情から天才を排斥しており、この行動のメカニズムが解説されている。
2019年2月第1週の書籍売り上げランキングで1位。
大賀康史による『ビジネスエリート必読の名著15』で同書が選ばれている。
読者が選ぶビジネス書グランプリ2020で9位。
日本の人事部「HRアワード」2019書籍部門に入賞。
ITエンジニア本大賞ビジネス書部門ベスト10に選ばれる。
晋遊舎2023年ビジネス書のおすすめランキング100冊のマネジメント力の部門で3位。